# Cryptonura
Genre
Cryptonura est un genre de collemboles de la famille des Neanuridae.

## Distribution
Les espèces de ce genre se rencontrent en zone paléarctique.

## Liste des espèces
Selon Checklist of the Collembola of the World (version du 11 octobre 2019) :
- Cryptonura anthrenoidea (Ellis, 1976)
- Cryptonura dirfysensis (Cassagnau & Peja, 1979)
- Cryptonura franzi (Stach, 1951)
- Cryptonura jubilaria Smolis, 2002
- Cryptonura kuehnelti (Gisin, 1954)
- Cryptonura maxima Smolis, Falahati & Skarzynski, 2012
- Cryptonura persica Smolis, Falahati & Skarzynski, 2012

## Publication originale
- Cassagnau, 1979 : Les collemboles Neanuridae des pays dinaro-balkaniques: leur intérêt phylogénétique et biogéographique. Biologia Gallo-Hellenica, vol. 8, p. 185-203.